# Robert Corbett (Offizier)
Sir Robert John Swan Corbett KCVO CB (* 16. Mai 1940 in Hove, Sussex) ist ein pensionierter britischer Offizier und Generalmajor des Heeres, Historiker und Buchautor. Er war 1984 Stabschef während des Falkland-Krieges und Anfang der 1990er Jahre Kommandierender General im London-District. Zwischen 1989 und 1990 war er der 21. und zugleich letzte Kommandant des Britischen Sektors von Berlin und somit einer der alliierten Stadtkommandanten. In seine Amtszeit fiel der Fall der Berliner Mauer, in deren Folge er in Vorbereitung der Deutschen Einheit, Berater von Premierministerin Margaret Thatcher in Berlin-Fragen war.

## Beginn der Militärlaufbahn
Er entstammt einer anglo-irischen Familie und hat somit bis heute sowohl die britische, als auch die irische Staatsangehörigkeit. Sein Vater Robert Corbett (1907–1988) diente während des Zweiten Weltkriegs als Captain im britischen Heer.
Er absolvierte zunächst den ersten Schulgrad an der Woodcote House School in Windlesham, Surrey und wechselte 1953 an die Shrewsbury School in Shropshire, die er 1958 abschloss. Bereits sein Großvater und sein Vater waren Absolventen der Shrewsbury School. Noch im selben Jahr trat er 18-jährig schlug er eine militärische Laufbahn ein und absolvierte eine Kadettenausbildung in Aldershot. Im Anschluss trat er im März 1959, einer Familientradition folgend, als Second Lieutenant der Irish Guards, einem der fünf Königlichen Leibregimenter, ins britische Heer ein und wurde nach Abschluss seiner dortigen Ausbildung erstmals als Zugführer eingesetzt und 1960 zum Lieutenant befördert.
Während des Kalten Krieges führte Corbett ab 1961 eine Aufklärungseinheit und wurde in dieser Eigenschaft zur Rheinarmee nach Berlin versetzt. Kurz nach dem Bau der Berliner Mauer sollte er mit seiner Einheit Berlin über die zugewiesene Transitstrecke erreichen. Hierbei ereignete sich eine Konfrontation mit DDR-Volkspolizisten, die grundlos versuchten, einen der Soldaten aus Corbetts Gruppe festzunehmen, was beinahe zum Schusswaffengebrauch führte. Letztlich gelang es Corbett, mit seinen Männern die Stadt zu erreichen, wenn auch mit einer 14-stündigen Verspätung.
Wie üblich für jeden Soldaten, der erstmals in Berlin eingesetzt wurde, gehörte für Corbett ein Besuch des ausgebrannten Reichstagsgebäudes zu dessen ersten Stationen.
Sieben weitere Jahre war Corbett Angehöriger einer Luftlandeeinheit und wurde in Frankreich, Zypern, Kenia, Hongkong, Gibraltar, Norwegen, Nordirland, am Persischen Golf, Belgien, Kanada, in Oman und in den Vereinigten Staaten von Amerika eingesetzt. 1967 wurde Corbett zum Captain, 1973 zum Major befördert.
Robert Corbett absolvierte in den weiteren Jahren Studiengänge am Royal Military College of Science sowie am Personal College Camberley (1971 bis 1973) sowie am United States Armed Forces Staff College in Norfolk (1980).
Nach seiner Beförderung zum Lieutenant-Colonel, 1979, schloss sich 1980 eine Verwendung als Stabsoffizier an, ehe er 1981 als Bataillonskommandeur in die 4. Panzerbrigade zur Rheinarmee nach Deutschland zurückkehrte.
1984 wurde Robert Corbett zum Colonel befördert und inmitten des Falkland-Krieges Stabschef und stellvertretender Befehlshaber der dortigen britischen Truppen. Nach Beförderung zum Brigadier wurde ihm im Folgejahr das Kommando über die 5. Luftlandebrigade übertragen.
1987 schloss sich eine zweijährige Verwendung im britischen Verteidigungsministerium in London an.

## Stadtkommandant in Berlin
Im Januar 1989 wurde Robert Corbett zum Major-General befördert und, als Nachfolger von Patrick Brooking, neuer und inzwischen 21. Kommandant des Britischen Sektors von Berlin. Neben Generalmajor Raymond Haddock (USA) und Divisionsgeneral François Cann (Frankreich), war er somit einer der drei west-alliierten Stadtkommandanten der geteilten Stadt, welche als Gremium die Alliierte Kommandantur bildeten. Diese stellte nach dem Zweiten Weltkrieg die höchste gesetzliche und politische Instanz für Groß-Berlin dar und war dem Alliierten Kontrollrat unterstellt.
Als Stadtkommandant übernahm er einen der wichtigsten und herausragendsten Posten, den das britische Militär außerhalb Großbritanniens zu vergeben hatte. Als solcher war er zum einen militärischer, aber vor allem „politischer Führer“ seines Landes und übte eine Art Vertretereigenschaft für Königin Elisabeth II. aus, da Berlin formal nicht zum Geltungsbereich der Bundesrepublik Deutschland gehörte und Großbritanniens in Bonn residierender Botschafter originär unzuständig war.
Wie seine Vorgänger konzentrierte sich Corbett als Stadtkommandant überwiegend auf die politische und diplomatische Vertretung seines Landes und seine Aufgaben als Mitglied der Alliierten Kommandantur, während der jeweilige Brigadekommandeur das militärische Tagesgeschäft der Britischen Streitkräfte in der Vier-Sektoren-Stadt übernahm.
Mit dem Wechsel nach Berlin bezog Corbett mit seiner Familie die im Berliner Ortsteil Gatow befindliche Villa Lemm. Auf dem Anwesen, das durch die Angehörigen der 248 German Security Unit, einer deutschen Kompanie und Wachpolizeieinheit der britischen Militärpolizei (RMP), bewacht wurde, residierten die Mitglieder des britischen Königshauses während ihrer Berlin-Aufenthalte. Der Funktion des Gastgebers gegenüber der Königsfamilie kam ein britischer Stadtkommandant mindestens einmal pro Jahr nach, wenn die Abnahme der Königlichen Geburtstagsparade („Queens Birthday Parade“) auf dem Berliner Maifeld am Olympiastadion anstand. So empfing Corbett im Mai 1989 die Herzogin von York und im Juni 1990 Prinzessin Alexandra.
Robert Corbett trat sein neues Amt inmitten einer Ära der Veränderungen Berlins an. Die Stadt blühte zum einen als Kulturmetropole auf, zum anderen war sie durch stete Unruhen und Hausbesetzungen in die Schlagzeilen gelangt. Das Verhältnis zu dem Regierenden Bürgermeister Eberhard Diepgen (CDU) war nicht immer konfliktfrei, der bereits zuzeiten Patrick Brookings immer mehr Eingaben und Forderungen an die Alliierte Kommandantur richtete. Diese hatte erst wenige Jahre zuvor Diepgens Antrag auf Genehmigung eines Hubschraubers für die Berliner Polizei abgelehnt, da die Alliierten ihre Lufthoheit nicht weiter abtreten wollten. Einzige Ausnahme blieb zunächst der neue Rettungshubschrauber, der durch den ADAC gestellt wurde und mit Sonderauflagen in den West-Sektoren der Stadt fliegen durfte.
Nach den Wahlen zum Berliner Abgeordnetenhaus im Januar 1989 verlor die CDU ihre Mehrheit, infolge dessen der SPD-Politiker Walter Momper eine Koalition aus SPD und Alternativer Liste bilden konnte. Am 16. März wurde Momper zum neuen Regierenden Bürgermeister gewählt.
Die Amtszeit Corbetts stand nicht immer unter einem guten Stern. Im Sommer 1989 versuchte ein junges Paar, darunter eine schwangere Frau, von der Ostseite Berlins in den Westteil zu schwimmen. Der Frau war es nicht möglich, die Böschung hinaufzuklettern und wurde durch einen Angehörigen der Grenztruppen der DDR, der den Raum mit einem Boot bestreifte, entdeckt. Dieser versuchte zunächst, die junge Frau mit seinem Wasserfahrzeug zu rammen. Eine Streife der britischen Militärpolizei eilte der Frau zu Hilfe und zog sie vollkommen erschöpft aus dem Wasser, während der Mann selbstständige an das Westufer gelangte.
Als eine erste Reaktion auf diesen und andere Vorfälle, ließ Corbett Seile an den Böschungen der Spree anbringen, um Flüchtenden eine Hilfestellung zu geben. Dieses Vorgehen war zwar mit dem Commander in Chief der Rheinarmee und dem britischen Botschafter Christopher Mallaby abgestimmt, dennoch forderte die sowjetische Seite prompt, die Seile wieder zu entfernen, was jedoch durch den britischen Stadtkommandanten ignoriert wurde.
Robert Corbett hielt sich regelmäßig im Ostteil Berlins auf und nahm an der Abschiedsmesse von Joachim Kardinal Meisner am 4. Februar 1989 in der St.-Hedwigs-Kathedrale teil. Meisner war zuvor von Papst Johannes Paul II. zum neuen Erzbischof von Köln ernannt worden. Beim Verlassen der Kirche wurden Corbett und seine Frau Susan unter den Augen des Staatssicherheitsdienstes von fast 2000 Menschen umringt, die ihnen Briefe zusteckten und um Hilfe und Unterstützung baten.
Während seiner Zeit als Stadtkommandant in Berlin waren die Britischen Streitkräfte weltweit Angriffen und Bedrohungen durch die sogenannte Irisch-Republikanische Armee ausgesetzt. Robert Corbett und dessen Familie wurden persönlich bedroht und unterlagen besonderen Schutzmaßnahmen.

### Ereignisse am 9. und 10. November 1989
Am Abend des 9. November 1989 hielt sich Robert Corbett mit weiteren Gästen Im Haus des Regisseurs und Medienunternehmers Ulrich Schamoni auf, der seinen 50. Geburtstag feierte.
Zeitgleich hielt der DDR-Sekretär für Informationswesen, Günter Schabowski, in Ost-Berlin eine Pressekonferenz zur geplanten Reiseerleichterung für DDR-Bürger ab, in der es vor den zahlreich versammelten Journalisten aus dem In- und Ausland, zu dem berühmten Versprecher Schabowskis kam und dieser die sofortige Ausreisemöglichkeit für DDR-Bürger bekannt gab.
Von den Ereignissen vollkommen überrascht, wurde Corbett über das Autotelefon durch seinen Stellvertreter, den Minister der Britischen Militärregierung in Berlin, Michael St. Edmund Burton, kurz in Kenntnis gesetzt. In seinen Erinnerungen schilderte Corbett, er habe als erstes durch Burton erfahren, dass „die Schlagbäume oben wären und die Menschen ungehindert von Ost nach West gelangen könnten“. Der Generalmajor berief daraufhin seinen Stab im Hauptquartier zusammen und begab sich unverzüglich mit seinen Mitarbeitern zum Sitz der Alliierten Kommandantur im Berliner Bezirk Zehlendorf.
Im November 1989 hatten sich zudem wirtschaftliche Spannungen in den südlichen Industriestädten der DDR zugespitzt, weshalb die West-Alliierten entsprechende Notfallpläne ausgearbeitet hatten. Sie gingen davon aus, dass DDR-Bürger auch unter Beschuss versuchen könnten, in den West zu fliehen. Mit seinen Kommandanten-Kollegen Haddock und Cann beschloss Corbett zunächst, den Beamtinnen und Beamten der Berliner Polizei die Genehmigung zu erteilen, sich unmittelbar an den Markierungsstreifen der Berliner Mauer zu postieren, um vor allem das Verhalten der West-Berliner Bevölkerung besser kontrollieren und einschätzen zu können.
Nach den ersten Entscheidungen informierte Corbett den Regierenden Bürgermeister Walter Momper und begab sich unmittelbar zu verschiedenen innerstädtischen Übergangsstellen, um sich ein eigenes Bild machen zu können. Hierbei traf er sich mit Momper, um die neue Lage zu bewerten. Diese ungeplanten Begegnungen standen zunächst unter einem großen Vorbehalt gegenüber Momper, als dem ersten Berliner Regierungschef eines rot-grünen Senats. Rückblickend äußerte sich Corbett wiederholt dahingehend, dass er auf einen „sehr ruhigen, gefassten und situativ besonnenen Bürgermeister“ traf.
Als eine der ersten wesentlichen Entscheidungen der Alliierten Kommandantur ordnete Corbett über Momper an, die Freiwillige Polizei-Reserve zu mobilisieren, die 1961 als Reaktion auf die in der DDR aufgestellten Betriebskampfgruppen, in Berlin (West) formiert wurde. Diesen alliierten Befehl leitete Momper sodann an Innensenator Erich Pätzold weiter. Ohnehin waren im Falle eines Ausnahmezustands die Kräfte der Berliner Polizei, einschließlich der Freiwilligen Polizei-Reserve, in die Stärke der alliierten Brigaden des jeweiligen Sektors mit einberechnet worden. Darin begründet war, dass Berliner Polizeibeamte noch bis Vollendung der Deutschen Einheit an Kriegswaffen ausgebildet wurden.
Corbett begab sich im Anschluss zum Brandenburger Tor, vor dem sich inzwischen tausende von Menschen versammelten.
In den frühen Morgenstunden des 10. November ließ sich Corbett zum Sowjetischen Ehrenmal an der Straße des 17. Juni in Berlin-Tiergarten fahren, das sich im Britischen Sektor befand. Eine Regelung des Viermächtestatusses schrieb fest, dass das Ehrenmal, das an die mehr als 80.000 Rotarmisten erinnert, die während des Kampfes um Berlin gefallen sind, durch sowjetische Soldaten bewacht wurde.
Corbett befürchtete mögliche Ausschreitungen gegen die Wachsoldaten, die als sowjetische Armeeangehörige in der breiten DDR-Bevölkerung immer unbeliebter wurden. Bereits 19 Jahre zuvor, am 7. November 1970, gab es an derselben Stelle einen Übergriff, als der Krankenpfleger Ekkehard Weil zwei Schüsse auf einen sowjetischen Soldaten abgab und diesen schwer verletzte.
Der Generalmajor kontaktierte noch während der Anfahrt den Berliner Polizeipräsidenten Georg Schertz und ordnete an, eine Hundertschaft für den Schutz der Soldaten und des weiträumigen Grundstücks abzustellen. Im Anschluss befahl er dem Regimentskommandeur der britischen Militärpolizei RMP, Lieutenant Colonel Ronald Tilston, unverzüglich Kräfte zum Ehrenmal zu entsenden und den Schutz bis zum Eintreffen der Berliner Polizei zu gewährleisten.
Erstmals in der Geschichte des Kalten Krieges, begab sich mit Robert Corbett ein britischer Stadtkommandant unangekündigt zum Sowjetischen Ehrenmal. In seinen Erinnerungen hielt Corbett fest, dass er zunächst durch einen jungen Soldaten und durch dessen vorgesetzten Offizier, einen sowjetischen Hauptmann, salutierend begrüßt und in die Haupthalle des Ehrenmals gebeten wurde.
Corbett erklärte den Sowjetsoldaten die gegenwärtige Lage ausführlich und wies darauf hin, dass Vorkehrungen für deren Schutz durch die britischen und deutschen Stellen getroffen wurden. Es ist überliefert, dass die jungen Soldaten, bevor der britische Stadtkommandant die Halle verließ, mit präsentiertem Gewehr in zwei Reihen antraten, um den General würdevoll und mit Respekt zu verabschieden.
Nachdem Corbett wieder im Britischen Hauptquartier am Berliner Olympiastadion eintraf, ereilte ihn die dringende Meldung des Leiters der Britischen Militärmission, Ian Freer, dass für den Stadtkommandanten eine persönliche und namentliche Nachricht der Sowjets vorliegen würde. Diese sei über eine Verbindung übermittelt worden, die seit dem Abzug des sowjetischen Stadtkommandanten Alexander Kotikow und der Berlin-Blockade im Juni 1948 nicht mehr genutzt wurde.
Als Robert Corbett sein Büro betrat, fand er einen Umschlag mit zwei in englischer Sprache verfassten Sätzen vor. „Danke für das, was Sie getan haben. Es wird nicht vergessen.“ Bei dem Absender handelte es sich um den sowjetischen Armeegeneral Boris Snetkow, den Oberkommandieren der Westgruppe der Truppen.

### Rolle während des Einigungsprozesses
Robert Corbett beriet im Rahmen der Zwei-plus-Vier-Verhandlungen Premierministerin Margaret Thatcher und Außenminister Douglas Hurd in Berlin-Fragen. Hierbei nahm er eine wichtige diplomatische Rolle ein und traf in dieser Funktion mit den wichtigsten Politikern der Bundesrepublik Deutschland zusammen, insbesondere jenen, die einen unmittelbaren Bezug zu Berlin hatten. Zu ihnen gehörten Bundespräsident Richard von Weizsäcker, Bundeskanzler Helmut Kohl, Bundesaußenminister Hans-Dietrich Genscher und Altbundeskanzler Willy Brandt, der zuzeiten des Mauerbaus Regierender Bürgermeister von Berlin war.
Ausländische Politiker gehörten ebenso zu seinen Gesprächspartnern, darunter die Außenminister James Baker (USA), Roland Dumas (Frankreich) und Eduard Schewardnadse (Sowjetunion). Mit Hurd traf er zudem am 16. November 1989 während dessen Berlin-Besuches zusammen. Corbett gehörte ebenfalls zu den Beratern, als sich am 11. Dezember 1989 die Botschafter der USA, Großbritanniens, Frankreichs und der Sowjetunion in West-Berlin trafen.
Das Hauptaugenmerk der Alliierten Kommandantur Berlin bestand jedoch vor allem darin, die Stadthoheit in geeigneter Form an den Berliner Senat zu übertragen und zeitgleich einen geordneten Plan für die noch verbleibenden Kontingente der alliierten Brigaden in Berlin zu schaffen. Dazu gehörten die Rückführung militärischen Inventars, Auflösungsmaßnahmen von Kasernen und Liegenschaften sowie die beginnenden arbeitsrechtlichen Maßnahmen der zahlreichen Zivilbeschäftigten.
Für eine breite Öffentlichkeit sichtbar, war der Rückbau des Kontrollhäuschens am bisherigen Alliierten-Kontrollpunkt an der Kochstraße. Robert Corbett hielt, in seiner Eigenschaft als turnusmäßiger Vorsitzender der Alliierten Kommandantur, die Rede aus Anlass der Demontage der Sicherungsanlagen des umgangssprachlich bekannten Checkpoints Charlie. An der Zeremonie nahmen die beiden Stadtkommandanten Raymond Haddock (USA) und François Cann (Frankreich) sowie die Außenminister der USA, Großbritanniens, Frankreichs und der Sowjetunion sowie Hans-Dietrich Genscher (Bundesrepublik Deutschland) und Markus Meckel (DDR) teil.
Am 2. Oktober 1990, dem Vortag der deutschen Wiedervereinigung, wurden die alliierten Stadtkommandanten offiziell durch den Berliner Senat und das Abgeordnetenhaus von Berlin verabschiedet.
Wieder turnusgemäß, wurde Robert Corbett die Ehre zuteil, in deutscher Sprache die Abschiedsrede der Stadtkommandanten vor dem Parlament zu halten. Diese gilt bis heute als eine der bedeutendsten mit Bezug auf das Ende des Kalten Krieges. In dieser bezog sich Corbett auf ein Zitat des früheren britischen Premierministers Winston Churchill aus der frühen Nachkriegszeit, in dem er erklärte, „Die Teilung Deutschlands ist eine Tragödie, die keinen Bestand haben wird“. Corbett erklärte darauf anspielend vor dem Berliner Abgeordnetenhaus: „Aber die Tragödie ist nun vorbei, die Tragödie ist nun vorbei!“. Von Zeitzeugen oft geschildert wird jene Situation, als der in der ersten Reihe sitzende ehemalige Regierende Bürgermeister Willy Brandt Corbett anstrahlte, während ihm vor Rührung die Tränen über das Gesicht liefen.
Im Anschluss überreichte Corbett dem Regierenden Bürgermeister Walter Momper einen mehrseitigen Brief, mit dem die Stadthoheit symbolisch wieder auf die legitimierte Landesregierung übertragen wurde.
Danach trugen sich Corbett und die beiden anderen Stadtkommandanten in das Goldene Buch von Berlin ein und wurden durch Momper und den Präsidenten des Berliner Abgeordnetenhauses, Jürgen Wohlrabe, mit dem Landesverdienstorden ausgezeichnet. 
Am Abend war Corbett Ehrengast von Bundespräsident Richard von Weizsäcker und nahm an den offiziellen Feierlichkeiten aus Anlass der Deutschen Einheit teil. Am Festakt am Reichstagsgebäude in der Nacht zum 3. Oktober war Corbett zugegen. Zuvor wurde er bereits an der Villa Lemm, seines bisherigen Wohnsitzes, durch die Angehörigen der 248 German Security Unit verabschiedet.
Die Amtszeit der Stadtkommandanten endete am 2. Oktober 1990 um 24:00 Uhr. Wenige Tage später verließen Corbett und seine Familie Berlin über den Militärflughafen Gatow. Das noch bis 1994 bestehende britische Kontingent wurde fortan durch den Brigadekommandeur befehligt.

## Letztes Kommando in London
Im Januar 1991 zeichnete ihn Königin Elisabeth II. als Companion des Order of the Bath aus.
Nach seiner Berliner Zeit wurde Robert Corbett 1991 nach London versetzt, wo er den Posten des Kommandierenden Generals über den London District sowie die Household Division übernahm, die, im steten Wechsel der beteiligten Regimenter, die Leib- und Hausgarde von Königin Elisabeth II. stellen. Im selben Jahr wurde er in den Beirat der Deutschen Bank Berlin gewählt, ein Amt, das ihm die Möglichkeit bot, regelmäßig nach Berlin zurückzukehren. Beiratsmitglied blieb er bis zum Jahr 2000. 
Von 1993 bis 2000 war er zudem Honorary Colonel der zur Army Reserve gehörenden London Irish Rifles. 
Kurz vor seinem Eintritt in den Ruhestand, im Juni 1994, erhob ihn Königin Elisabeth II. als Knight Commander des Royal Victorian Order in den persönlichen Adelsstand. Er führt seither das Prädikat „Sir“.
Im August 1994 trat Corbett nach 35 Dienstjahren als Generalmajor in den Ruhestand.

## Wirken im Ruhestand
Nach seinem Ausscheiden aus dem aktiven Dienst widmete sich Corbett, einer alten Tradition für Offiziere im Generalsrang folgend, einem wohltätigen Zweck. Er übernahm von 1994 bis 2004 den Vorsitz der Organisation The Dulverton Trust, die sich für die Belange benachteiligter Jugendlicher einsetzt und deren qualifizierte Förderung und Ausbildung unterstützt.
Zeitgleich betätigte sich Corbett als Historiker, insbesondere im Zusammenhang mit der Aufarbeitung seiner Erlebnisse als britischer Stadtkommandant in Berlin. Die erste Auflage seines 1991 erschienenen Buches „Berlin and the British Ally 1945–1990“ war schnell vergriffen. Zudem hält er als anerkannter Zeitzeuge weltweit, vornehmlich in den Staaten des Commonwealth, Vorträge und ist bis heute ein gefragter Interviewpartner. Corbett weist stets darauf hin, dass es für ihn ein außergewöhnlicher Zufall war, den Bau und die Zerstörung der Berliner Mauer miterlebt zu haben. Er sei „voller Dankbarkeit für die Freundschaft und die Disziplin der Berliner Bevölkerung“, erklärte er in einer Rede im Oktober 2015.
Seine alte Wirkungsstätte besucht Robert Corbett regelmäßig. So hielt er sich 2010, gemeinsam mit seinen beiden ehemaligen Stadtkommandanten-Kollegen Raymond Haddock und François Cann, auf Einladung des AlliiertenMuseums in Berlin auf.
Seit Mai 2012 war er wiederholt Gast der Kameradschaft 248 German Security Unit, die sich in Berlin als Verein aus ehemaligen Angehörigen jener Wachpolizei formierte, die für den Schutz Corbetts als Stadtkommandant mit verantwortlich war.
Im Oktober 2015 war er zudem Ehrengast des Festakts „25 Jahre Deutsche Einheit – Spandau erinnert sich“, der durch das Bezirksamt Spandau von Berlin und die Kameradschaft 248 German Security Unit e. V. auf der Spandauer Zitadelle ausgerichtet wurde. Aus Anlass des Besuchs Corbetts erwirkte der Spandauer Bezirksbürgermeister Helmut Kleebank eine Sondergenehmigung der Berliner Senatskanzlei und ließ das Rathaus mit dem britischen „Union Jack“ beflaggen.
Letztmals hielt sich Robert Corbett im Juli 2016 in Berlin auf. Zudem beteiligt er sich seit Februar 2019 im Rahmen des Projekts GSU History als Zeitzeuge.
In seiner Freizeit engagiert er sich seit 1964 auch als Mitglied der Londoner Winzergesellschaft The Worshipful Company of Vintners.

## Familie
Robert Corbett entstammt einer anglo-irischen Familie. Er besitzt sowohl die britische als auch die irische Staatsangehörigkeit. Sein Vater Robert Corbett (1907–1988) war ebenfalls britischer Heeresoffizier und diente als Captain im Zweiten Weltkrieg.
Seit 1966 ist Corbett mit seiner Frau Susan (* 1944) verheiratet. Sie ist die Tochter von Corbetts ehemaligen Regimentskommandeur Brigadier Michael O’Cock, dessen Adjutant er war.
Das Ehepaar lebt in Südengland und hat drei Söhne. Zudem sind sie mehrfache Großeltern. 

## Trivia
- Sein Vorgänger im Amt des Kommandanten des Britischen Sektors von Berlin, Patrick Brooking, war ein Schulfreund Corbetts.
- Robert Corbett ist bis heute mit Wegbegleitern aus seiner Berliner Zeit befreundet, darunter mit dem ehemaligen Regierenden Bürgermeister Walter Momper, einstigen Mitarbeitern und früheren Angehörigen der 248 German Security Unit. Zudem ist er mit dem früheren französischen Kommandanten François Cann befreundet, was auch auf den 2022 verstorbenen US-Generalmajor Raymond Haddock zutraf.
- Zufällig hatte Corbett während der wichtigsten Phasen seiner Amtszeit als Stadtkommandant den Vorsitz der Alliierten Kommandantur inne, so während des Falles der Berliner Mauer im November 1989 und zum Zeitpunkt der deutschen Wiedervereinigung im Oktober 1990.
- In das Goldene Buch des Berliner Bezirks Spandau trug sich Corbett zweimal ein. Erstmals verewigte er sich im April 1989 anlässlich seines Antrittsbesuchs als Stadtkommandant; erneut trug er sich aus Anlass des Festakts „25 Jahre Deutsche Einheit – Spandau erinnert sich“ im Oktober 2015 ein.
- Eine der Generalsuniformen von Robert Corbett ist heute im AlliiertenMuseum in Berlin dauerhaft ausgestellt.
- Seit dem Tod von Bernard Gordon Lennox am 27. Dezember 2017 ist Robert Corbett der einzige noch lebende ehemalige britische Stadtkommandant.

## Auszeichnungen (Auszug)
- Verdienstorden des Landes Berlin (1990)
- Companion des Order of the Bath (1991)
- Großkomtur des Ordens des Infanten Dom Henrique (1993)
- Honorary Colonel der The London Irish Rifles, Army Reserve (1993–2000)
- Knight Commander des Royal Victorian Order (1994)
- Großkomtur des Verdienstordens des Großherzogtums Luxemburg (1994)
- Dato Paduka des Ordens der Krone von Brunei (1994)
- Ehrennadel der Kameradschaft 248 GSU e. V. (2015)